# Związek Chrześcijańskich Demokratów

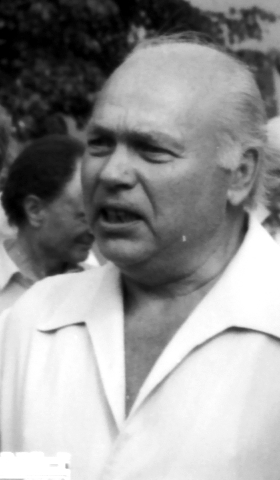
Viktoras Petkus, pierwszy przewodniczący partii

Związek Chrześcijańskich Demokratów (lit. Krikščionių demokratų sąjunga, KDS) – chadecka litewska partia polityczna, działająca w latach 1990–2001.
Partię powołali m.in. przedstawiciele ruchów dysydenckich i emigracyjnych. Pierwszym przewodniczącym został Viktoras Petkus. Od 1991 do rozwiązania kierował nią Kazys Bobelis, który przed odzyskaniem przez Litwę niepodległości stał na czele Głównego Komitetu Wyzwolenia Litwy, działającego w USA.
Lider chadeków jako jedyny przedstawiciel tego ugrupowania trzykrotnie (począwszy od 1992) uzyskiwał mandat posła na czteroletnie kadencje Sejmu. W 1996 i 2000 KDS nie przekraczał wynoszącego 5% progu wyborczego, uprawniającego do otrzymania mandatów z listy krajowej, otrzymując odpowiednio 3,08% i 4,19% głosów.
W 2001 Związek przyłączył się do Litewskiej Partii Chrześcijańskich Demokratów, która przyjęła wówczas nową nazwę (Litewscy Chrześcijańscy Demokraci) i wybrała lidera KDS na swojego przewodniczącego.